# Ana Margarida Pinto
Ana Margarida Prado (Oliveira de Azeméis, 9 de Junho de 1983) é uma fadista portuguesa.

## Biografia
O início da sua carreira profissional deu-se em 2008 quando recebeu o Prémio Revelação na Gala em Homenagem a Fernanda Baptista no Teatro Sá da Bandeira do Porto
Em Junho de 2016 foi convidada pela fadista Maria da Fé a cantar no seu espectáculo no Festival de Fado Caixa Ribeira. “Emocionada por cantar na sua cidade natal, “que ama”, a proprietária do lisboeta Sr. Vinho deu ainda tempo de antena a um talento que tem promovido no seu restaurante, Ana Margarida. Cantou “Gosto de ti” e ficou aprovada, a medir pelos aplausos. Será a next big thing do fado?”
De 2018 a 2023 fez parte do projecto Bela Ensemble com quem gravou o álbum de estreia da banda lançado em Janeiro de 2023.
Integrou o projecto +351 FADO de João Gil e de João Monge, tendo feito dois concertos com o João Gil: no Festival Santa Casa Alfama em Setembro 2018 e no Capitólio em Novembro de 2018.
Em Agosto de 2020 foi convidada a participar no festival de música clássica Rolandseck na Alemanha, sendo convidada a cantar com o quarteto de cordas de Mihaela Martin. No ano seguinte foi novamente convidada, desta vez para o festival de música clássica Sonoro Conac na Roménia pelo violetista Razvan Popovici.
Em Outubro de 2019 actuou no ciclo Vozes do Fado no auditório municipal Eunice Muñoz em Oeiras.
Em Outubro de 2022 foi convidada pelo fadista João Braga para cantar no espectáculo dos seus 55 anos de carreira no Teatro São Luiz, em Lisboa.
Em Janeiro de 2023 actuou no pequeno auditório do CCB, o ciclo Há Fado no Cais, co-produção Museu do Fado, EGEAC e CCB.

Em Maio de 2024, Ana Margarida Prado lança o seu álbum de estreia a solo “LAÇO - Ana Margarida Prado canto João Monge.
Este álbum, lançado pelo Museu do Fado, inclui fados tradicionais e composições inéditas com letras de João Monge, explorando temas como o amor, o destino, a vida e a cidade de Lisboa. Ana Margarida Prado é reconhecida como uma voz proeminente do fado contemporâneo, e "Laço" reflete a sua maturidade, versatilidade e alegria.
O álbum conta com a participação de diversos músicos e compositores, como Agir, Bernardo Couto, João Filipe, Luísa Sobral, Marco Oliveira, Mário Laginha, Pedro de Castro e Vitorino Salomé. 
Ana Margarida Prado apresentou "Laço" no Teatro Maria Matos tendo como convidados especiais Camané, Carlos Bica e Mário Laginha. A cantora também foi premiada no International Portuguese Music Awards (IPMA) pelo tema "A Ver as Vistas”

## Discografia

### Álbuns de estúdio
- 2011 - Na voz do vento (edição de autor)
- 2022 - “Bela Ensemble”

### Participações

#### Compilações
- 2011 - Fado Portugal - 200 anos de Fado  Tema: "Venho falar dos meus medos"
- 2018 - “Moça Morena” do grupo Rio Lisboa nos temas “Para quê” e “Moça Morena”
- 2019 - “Florbela Espanca - O Fado” com o tema “Contradição”
- 2021 - “Círculo da Música” com o tema “Tão Longe”
- 2024 - “LAÇO - Ana Margarida Prado canta João Monge”

## Prémios
- Prémio Revelação 2008.[11][12]